# Шахматы от А до Я
Szachy od A do Z (рус. Шахматы от А до Я) — первая польская шахматная энциклопедия в 2-х томах, вышедшая в варшавском издательстве «Sport i Turystyka» в 1986—1987 годах. Предназначена для широкого круга шахматистов и любителей королевской игры.
Содержит богатый информационный материал в области теории игры и практической композиции, истории, биографии выдающихся шахматистов прошлого и настоящего времени. Отличие от существующих шахматных энциклопедий мира заключается в широком освещении шахмат и их связи со многими отраслями науки, культуры и искусства.
Авторы Владислав Литманович и Ежи Гижицкий работали над сбором и оформлением информации для энциклопедии в течение 11 лет — с 1972 до 1983 год. Особое внимание авторы уделили истории шахмат и связи шахмат с искусством — в энциклопедии представлены жизнеописания всех сильнейших игроков прежних лет и XX века, а также короткие информационные справки о самых известных творцах (писатели, художники, режиссёры), которые в своих произведениях касались шахматной темы.
Во время работы над историей польских шахмат с авторами сотрудничал исследователь истории польских шахмат Эдвард Арламовский. Статьи о шахматной композиции, в основном, редактировал польский шахматный композитор Владислав Росоляк, картотеку с результатами польских шахматистов на родине и за рубежом составил международный мастер Анджей Филипович, общую помощь при поиске информации и подготовке документации предоставила международный мастер Мирослава Литманович.
Данные о современных игроках и турнирах представлены по состоянию на 1981 год.
- первый том — 1986, 752 страницы, 50 300 экземпляров;
- второй том — 1987, 686 с., тираж 50 300 экземпляров.